# Zi Qu (vattendrag i Kina, lat 31,90, long 98,96)
Zi Qu (kinesiska: 字曲) är ett vattendrag i Kina. Det ligger i den autonoma regionen Tibet, i den sydvästra delen av landet, omkring 790 kilometer öster om regionhuvudstaden Lhasa.
Genomsnittlig årsnederbörd är 900 millimeter. Den regnigaste månaden är juni, med i genomsnitt 222 mm nederbörd, och den torraste är december, med 3 mm nederbörd.